# Dálnoki református templom

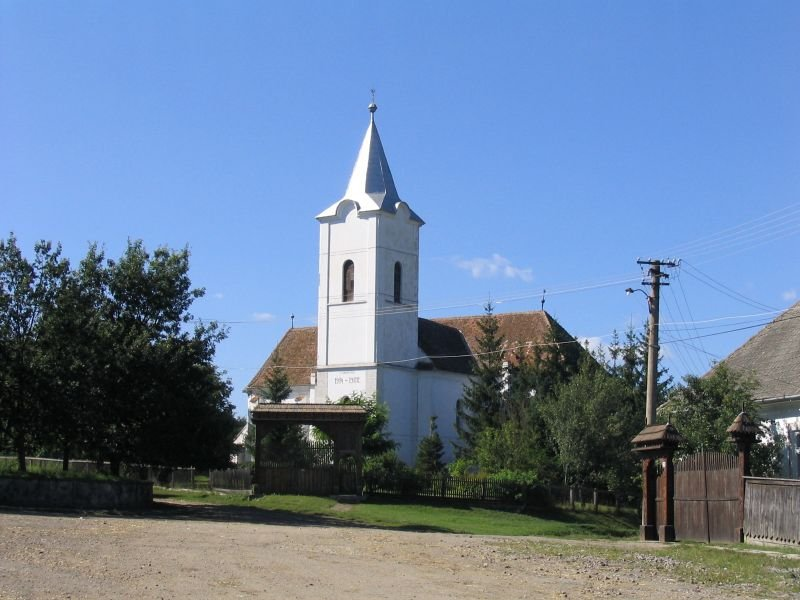

A dálnoki református templom a falu központjában egy kis magaslaton áll. Egykori várfala a délnyugati, déli és délkeleti részen a  mai kerítés vonalán húzódhatott. Északon jól látható az ovális alaprajz, amelyet még jobban kihangsúlyoz a mögötte lévő, északról kelet felé mélyülő sánc. A templomot  a déli oldalon a székelykapun át lehet megközelíteni,  ahol a  torony  is  kimagaslik.

## A templom története
A falu első írásos említése a  pápai tizedjegyzék szerint 1332-ben Dabunk, 1334-ben Daltiuk néven szerepelt. 
Egykori templomáról a korabeli dokumentumok nem tesznek említést, de valószínűleg kőből építették, amelyet 16. század elején, feltételezhetően az 1526-ot megelőző években gótikus stílusban átalakítottak. Ugyanakkor készült a sokszögzáródású hajó is. 
A gótikus átépítéssel párhuzamosan, a templomot a 16. század első felében ovális alaprajzú várfallal vették körül. A lőréses, védőfolyosóval ellátott fal 8 méter magas volt, a kaputorony a templomtól délkeletre a védőfal vonalába illeszkedett. 
Egy 19. század végéről fönnmaradt fényképeken a védőfalak felső része, az egykori lőréses mellvéd már hiányzott, a kaputoronynak csak a cinterem felőli oldala állt. A felvételek szerint a torony alatt nyíló bejárat  csúcsíves volt, a feljárást egy első emeleti félköríves záródású ajtó biztosította. 
A védőfal déli oldalán egy kisebb méretű ajtó nyílt a cinterembe. A falaktól külön, a déli oldalon egy egyszerű harangláb kapott helyet. A korabeli felvételeken a templom déli oldalszárnya már látható volt. Tetőcserepein az 1864-es évszám egy helyreállítás időpontját jelzi.
Az egyházi  feljegyzések szerint a kaputorony 1798-ban omlott le. A harangokat ideiglenesen egy haranglábban helyezték el, amely egészen az új torony felépítéséig fennállott. 
1912-1914 között a várfal és a kaputorony maradványait lebontották. A hagyomány szerint az egykori várfalak mellett bástyák is állottak, de egykori létüket csak régészeti ásatásokkal lehetne bizonyítani.
1914-1922 között épült fel a mai harangtorony. Az 1977-es földrengést követően a templomot javították, amelynek során a felszínre került feliratokat, ajtókereteket szabadon hagyták. 
Az épület az 1977-es  földrengés után került a művészettörténészek érdeklődésének középpontjába. Entz Géza szerint a templomot övező várfalat 1675-ben említették először.

## A templom leírása
A mai dálnoki református templom kelet-nyugat tájolású, támpillérekkel erősített nyeregtetős épület. Szentélye a nyolcszög öt oldalával záródó, hajója síkmennyezetes. A bejárattal szembeni ajtó a mellékhajóba nyílik.
Berendezéséből említésre méltó a festett  karzat, a papi szék és a gazdagon faragott hangvetőjével ellátott szószék.  
A templom déli oldalán egy csúcsíves záródású faragott ajtókeret látható, amelyet valószínűleg akkor falaztak el, amikor  a keleti oldalon néhány méterre egy kisebb épületet emeltek. Ennek a portikusznak déli oromfalához ragasztották az 1914-1922 között épült harangtornyot. 
A templom északi oldalán egy egyenes záródású, elfalazott kőkeret található, amelynek szemöldökköve mesterjeggyel van ellátva. A nyugati oldalon megmaradt egy csúcsíves ajtókeret. 
A templom belsejében több 16. és 17. századi felirat látható. Közülük legjelentősebb a gótikus nagybetűkkel írt latin nyelvű felirat, amely a templom átépítésére utal és a hajó déli, nyugati és északi oldalán, a falak felső részén az egykori hálóboltozathoz csatlakozó ívmezőkben található. A szövegben szereplő 1526-os évszám  valószínűleg a templom gótikus építésének időpontját jelzi: 
„AN(N)0 DO(MIN)I MILL(E)SI(M)0 QUI(N) GENTESSIMO VIGESIMO SEXTO TECTURA ET TESTUDO AU ((LE DIUE CHATE))RINE INCEPTA EDI(FICA?)TA ET FI(NI)TA)) PER MAGISTRU(M) ...OMELHUM LA- PICIDAM)) ...8° KALE(N)DYS)!) OCTOB(RIS) ..."
vagyis „Az Úr 1526-dik esztendejében Szent Katalin templomának fedele és boltozata megkezdetett, felépíttetett és befejeztetett ... Omelh(N?) vezető kőműves által".
A délnyugati ívmező vakolatára festve egy rovásírásos szöveg maradt fenn.  Az egyetlen, eredeti formájában megmaradt háromszéki rovásírásos felirat a templom igen jól látható és jól is olvasható részére, a boltcikkelyek közötti falmező síkjára került. A betűk formája az eredeti rovásírás jellegét őrzi, s a vonalvezetés alapján gyakorlott íróról tanúskodik. Betűit a vakolatra háromféle módszerrel rögzítették: bekarcolva, karcolva-festve, nagyobbrészt festve. A meglévő különbségek valószínű, hogy  a készítőjük írásötletét tükrözik. Ellentétben a következő hat latin nyelvű felirattal, a rovásírás szövegét nem mondatszalag, hanem bekarcolt, szabálytalan vonalak keretezik.
Az ablakok mai formája későbbi kivágásra utal. A berendezés tárgyaihoz tartoznak a fából készült padok, az úrasztala, a szószék és koronája, valamint az orgona. 
A kőből készült, kehely alakú szószék a templom északi falánál, a befalazott ajtókerettől keletre helyezkedik el. A faragott, nyolcszögű szószékkorona fehér, aranyozott, zöld és piros színekkel díszített. 
Mindhárom karzat mellvédje fából készült, és színesre festett kazettákkal,  széles világoskék keretekbe foglalva. A 20. század végén készült kazettákat virágmintás motívumokkal ékesítették. A déli oldalfalon a mellékhajótól nyugatra egy szürkével, feketével és fehérrel festett virágmotívum, valamint egy pirossal festett öt szirmos, tulipánhoz hasonló virág alakja körvonalazódik, fölötte egy terrakotta bordaindítás  részlete látszik. 
Az 1892-ben készült nyolcregiszteres orgona  a brassói születésű Nagy József  munkája. 
A templomban előkerültek olyan fából készült és festett töredékek, amelyek az egykori berendezési tárgyak tartozékai lehettek. Ugyanakkor felszínre került egy ajtónál nagyobb méretű, különböző színekkel,  virág- és indamotívumokkal díszített fából készült téglalap alakú töredék is.
A bejárattól balra egy fából készült lépcsőn át lehet feljutni a harangokhoz, amely a négyzet alaprajzú torony dongaboltozatát töri át. 
A dálnoki református templomnak napjainkban két harangja van. Az 1926-ban készült,  tört mérművel díszített nagyobbik harang felirata két sorban van elhelyezve:
„ELŐDÖMÖT HARCBA VILLÉK. ÉN A BÉKÉT HIRDETEM AZ ÉLŐKÖT ÉLNI HIVOM.
ÖNTETETT A DÁLNOKI REF(ormátus) EGYHÁZ HÍVEINEK ADOMÁNYÁBÓL 1926-BAN.”
A kisebb harangot búzakalász és szőlőgerezd váltakozása díszíti. Feliratán  bibliai idézet olvasható:
„ROM. 8: 31. HA ISTEN VELÜNK, KICSODA ELLENÜNK. DALNOK 1990. ÖNTÖTTE RÁCZ SÁNDOR ÉS FIA.”

## Külső hivatkozások
- Acta Siculica 2007 Archiválva 2020. augusztus 9-i dátummal a Wayback Machine-ben